# Metopodontus
Sous-genre
Metopodontus est un sous-genre d'insectes coléoptères de la famille des Lucanidae, de la sous-famille des Lucaninae et du genre Prosopocoilus.

## Liste des espèces
Selon BioLib (30 novembre 2021) :
- Prosopocoilus astacoides (Hope, 1840)
- Prosopocoilus bison (Olivier, 1789)
- Prosopocoilus blanchardi (Parry, 1873)
- Prosopocoilus downesi (Hope, 1835)
- Prosopocoilus kannegieteri (Van de Poll, 1895)
- Prosopocoilus mirabilis Boileau, 1904
- Prosopocoilus torresensis (Deyrolle, 1870)
- Prosopocoilus umhangi (Fairmaire, 1891)